# Música budista
La música budista es música creada o inspirada por el budismo y que forma parte del arte budista.

## Honkyoku

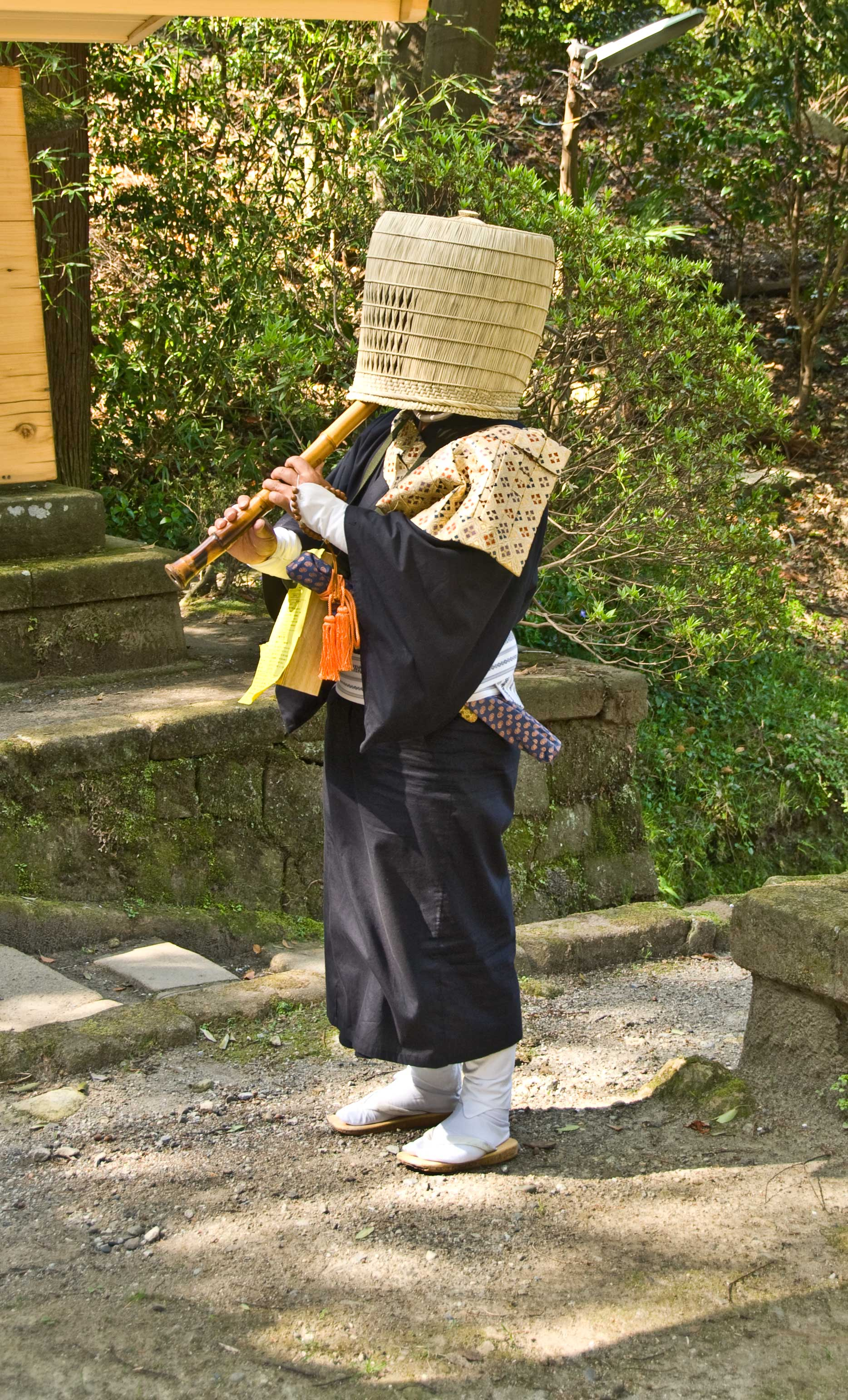
Un komuso

Honkyoku (本 曲) son piezas de música shakuhachi o hocchiku tocadas por monjes zen japoneses errantes llamados Komuso . Los templos de Komuso fueron abolidos en 1871, pero su música, honkyoku, es uno de los estilos musicales contemporáneos más populares en Japón. Los Komuso empleaban el honkyoku para alcanzar la iluminación y para conseguir limosna en el siglo XIII. En el siglo XVIII, un Komuso llamado Kinko Kurosawa de la secta Fuke del Budismo Zen recibió el encargo de viajar por Japón y coleccionar estas piezas musicales. El resultado de varios años de viaje y compilación fueron treinta y seis piezas conocidas como Kinko-Ryu Honkyoku .

## Cantos
El canto de mantras utilizados o inspirados en el budismo, incluidos muchos géneros en muchas culturas:
- Repetición del nombre de Amitabha en el budismo de la tierra pura .
- Repetitivo canto de Nam-myoho-rengue-kyo y extractos del Sutra del Loto en el budismo de Nichiren .
- Shomyo en el budismo japonés Tendai y Shingon.
- poesía coreana japonesa (詩 吟).
- Canto de garganta en cánticos budistas tibetanos.

### Estilos tibetanos
El budismo tibetano es la religión más extendida en el Tíbet. El canto musical, con mayor frecuencia en tibetano o sánscrito, es una parte integral de la religión. Estos cantos son complejos, a menudo recitaciones de textos sagrados o en celebración de diversas festividades. El canto Yang, ejecutado sin sincronización métrica, está acompañado por tambores resonantes y sílabas bajas y sostenidas. Las escuelas individuales como Gelug, Nyingma, Sakya y Kagyu, e incluso los monasterios individuales, mantienen sus propias tradiciones de canto. Cada instrumento imita el sonido de un animal, los tambores son los pasos de los elefantes y los cuernos imitan los cantos de los pájaros.

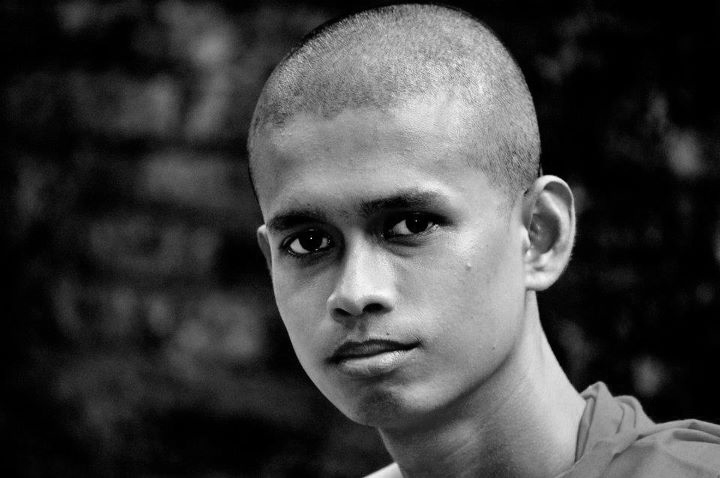
Bibiladeniye Mahanama - Monje budista y compositor musical de Sri Lanka

### Shomyo
Shomyo (声明) es un estilo de canto budista japonés; principalmente en las escuelas Tendai y Shingon. Hay dos estilos: ryokyoku y rikkyoku, descritos como difíciles y fáciles de recordar, respectivamente.

## China
Li Na, una famosa cantante china que se convirtió en monja en 1997, produjo muchos álbumes de música budista populares bajo su nuevo nombre Master Chang Sheng (释 昌 圣). Cantantes influyentes de C-pop como Faye Wong y Chyi Yu (que lanzaron 4 álbumes con cánticos budistas) también ayudaron a que la música budista llegara a una audiencia más amplia.

## Más allá del canto
En 2009, Beyond Singing Project produjo un álbum que combinaba cánticos budistas y música coral cristiana.
Los músicos involucrados fueron:
- Tina Turner
- Dechen Shak-Dagsay